# Lempy Lucas
Lempy Lucas (sinh ngày 7 tháng 11 năm 1961 tại Eendombe, Vùng Omusati) là một chính trị gia người Namibia. Là thành viên của Quốc hội từ năm 2000, Lucas là thành viên của Tổ chức Nhân dân Tây Nam Phi (SWAPO). Lucas đã từng nắm giữ một số vị trí thứ trưởng trong chính phủ Namibia, hiện là Thứ trưởng Bộ Nông nghiệp, Nước và Lâm nghiệp. Trước đây bà từng là một nhà hoạt động Đoàn Thanh niên của Đảng SWAPO.

## Sự nghiệp
Lucas gia nhập SWAPO vào năm 1979 và lưu vong ngay sau đó đến Angola, nơi bà bắt đầu học tập. Năm 1982, bà có được bằng tốt nghiệp Quản trị thanh niên từ Đông Đức. Sau đó, bà trở về Angola vào giữa những năm 1980, nơi bà làm quản trị viên tại Trung tâm Giáo dục và Sức khỏe SWAPO tại Kwanza-Sul. Năm 1986, bà được bổ nhiệm đến Luanda, nơi bà làm việc tại trụ sở SWAPO cho đến khi độc lập vào năm 1989. Từ năm 1990 đến năm 2002, Lucas là một nhân vật quan trọng trong Liên đoàn Thanh niên Đảng SWAPO. Năm 1997, bà gia nhập Ủy ban Trung ương SWAPO. Năm 2004, bà được bổ nhiệm vào chức vụ Thứ trưởng Ngoại giao. Lucas sau đó là một cư dân của Vùng Ohangwena.
Sau lần bầu cử quốc hội năm 2009, Lucas được tái bố trí làm Thứ trưởng Bộ Quốc phòng. Trong cuộc cải tổ Nội các sau đại hội SWAPO lần thứ năm vào năm 2012, Lucas đổi vị trí với Petrus Iilonga và bây giờ là Thứ trưởng Bộ Nông nghiệp, Nước và Lâm nghiệp.